# Hrvatski nogometni kup 2008/09
Der Hrvatski nogometni kup 2008/09 war der 18. Wettbewerb um den kroatischen Fußballpokal nach der Loslösung des kroatischen Fußballverbandes aus dem jugoslawischen Fußballverband.
Titelverteidiger Dinamo Zagreb setzte sich in zwei Finalspielen wie im Vorjahr gegen Hajduk Split durch. Der Titel wurde diesmal im Elfmeterschießen entschieden. Es war Dinamos 10. Pokalsieg im unabhängigen Kroatien und der 17. insgesamt.

## Modus
Ab dem Viertelfinale einschließlich des Finales wurden jeweils Hin- und Rückspiele ausgetragen. Bei gleicher Anzahl an Toren aus beiden Spielen kam die Mannschaft weiter, die auswärts mehr Tore erzielt hatte. Herrschte auch hier Gleichstand, wurde ein Elfmeterschießen zur Ermittlung des Siegers ausgetragen.

## Teilnehmer
An der Vorrunde
- 21 Sieger des Bezirkspokals
- 11 Finalisten des Bezirkspokals aus den Fußballverbänden mit der größten Anzahl registrierter Fußballclubs

| Bezirk              | Sieger                | Finalist                   |
| ------------------- | --------------------- | -------------------------- |
| Bjelovar-Bilogora   | NK Garić Garešnica    | NK Bjelovar                |
| Brod-Posavina       | NK Oriolik            | NK Mladost Cernik          |
| Dubrovnik-Neretva   | NK Konavljanin Čilipi |                            |
| Istrien             | NK Istra Tar          | NK Žminj                   |
| Karlovac            | NK Karlovac           |                            |
| Koprivnica-Križevci | NK Križevci           | NK Mladost Molve           |
| Krapina-Zagorje     | NK Gaj Mače           |                            |
| Lika-Senj           | NK Novalja            |                            |
| Međimurje           | NK Nedelišće          | Međimurje Čakovec          |
| Osijek-Baranja      | NK Croatia Đakovo     | NK Grafičar Vodovod Osijek |
| Požega-Slawonien    | NK Slavija Pleternica |                            |

| Bezirk               | Sieger                    | Finalist            |
| -------------------- | ------------------------- | ------------------- |
| Primorje-Gorski      | HNK Orijent 1919          |                     |
| Sisak-Moslavina      | HNŠK Moslavina Kutina     | NK Metalac Sisak    |
| Split-Dalmatien      | HNK Trogir                |                     |
| Šibenik-Knin         | NK Zagora Unešić          |                     |
| Varaždin             | NK Podravina Ludbreg      | NK Sračinec         |
| Virovitica-Podravina | HNK Suhopolje             |                     |
| Vukovar-Syrmien      | NK Vukovar ’91            | NK Graničar Županja |
| Zadar                | NK Raštane                |                     |
| Stadt Zagreb         | NK Hrvatski dragovoljac   | NK Lučko Zagreb     |
| Zagreb               | NK Vinogradar Lokošin Dol | NK Polet Buševec    |

Am Sechzehntelfinale
- Die 16 punktbesten Vereine der Fünfjahres-Pokalwertung. (63 Punkte für den Pokalsieger, 31 für den unterlegenen Finalisten, 15 für die Halbfinalisten, 7 für die Viertelfinalisten, 3 für die Achtelfinalisten und 1 Punkt für die Sechzehntelfinalisten.)

| - 1. HNK Rijeka (157) - 2. Dinamo Zagreb (139) - 3. Hajduk Split (131) - 4. NK Varteks Varaždin (93) | - 5. NK Slaven Belupo (51) - 6. NK Istra 1961 (47) - 7. NK Kamen Ingrad Velika (41) - 8. NK Osijek (39) | - 09. Cibalia Vinkovci (33) - 10. NK Zagreb (25) - 11. Inter Zaprešić (15) - 12. NK Pomorac Kostrena (13) | - 13. NK Belišće (11) - 14. NK Naftaš HAŠK Zagreb (8) - 15. HNK Šibenik (9) - 16. NK Zadar (9) |

## Ergebnisse

### Vorrunde
Die Spiele fanden zwischen dem 26. August und 3. September 2008 statt.
|                           | Ergebnis              |                            |
| ------------------------- | --------------------- | -------------------------- |
| HNŠK Moslavina Kutina     | 7:0                   | NK Istra Tar               |
| Međimurje Čakovec         | 3:0                   | HNK Trogir                 |
| HNK Suhopolje             | 1:1 n. V. (5:4 i. E.) | NK Križevci                |
| NK Hrvatski dragovoljac   | 1:0                   | NK Graničar Županja        |
| NK Žminj                  | 0:2                   | NK Gaj Mače                |
| NK Croatia Đakovo         | 1:3                   | NK Polet Buševec           |
| NK Bjelovar               | 2:4                   | NK Zagora Unešić           |
| HNK Orijent 1919          | 1:0                   | NK Raštane                 |
| NK Mladost Cernik         | 2:0                   | NK Slavija Pleternica      |
| NK Vukovar ’91            | 3:2                   | NK Podravina Ludbreg       |
| NK Nedelišće              | 1:3                   | NK Karlovac                |
| NK Garić Garešnica        | 1:4                   | NK Grafičar Vodovod Osijek |
| NK Mladost Molve          | 3:4 n. V.             | NK Konavljanin Čilipi      |
| NK Lučko Zagreb           | 11:10                 | NK Sračinec                |
| NK Vinogradar Lokošin Dol | 1:2                   | NK Oriolik                 |
| NK Novalja                | 0:1                   | NK Metalac Sisak           |

### Sechzehntelfinale
Die Spiele fanden zwischen dem 23. September und 8. Oktober 2008 statt.
|                            | Ergebnis              |                        |
| -------------------------- | --------------------- | ---------------------- |
| HNK Orijent 1919           | 1:4                   | Hajduk Split           |
| NK Hrvatski dragovoljac    | 1:0                   | Međimurje Čakovec      |
| NK Karlovac                | 1:1 n. V. (7:6 i. E.) | NK Istra 1961          |
| NK Metalac Sisak           | 0:6                   | HNK Rijeka             |
| NK Mladost Cernik          | 0:1                   | NK Varteks Varaždin    |
| NK Zagora Unešić           | 2:1                   | NK Osijek              |
| NK Grafičar Vodovod Osijek | 1:3                   | NK Zagreb              |
| HNK Suhopolje              | 1:2                   | Cibalia Vinkovci       |
| NK Lučko Zagreb            | 3:5                   | Inter Zaprešić         |
| HNŠK Moslavina Kutina      | 2:1                   | HNK Šibenik            |
| NK Vukovar ’91             | 0:1                   | NK Pomorac Kostrena    |
| NK Konavljanin Čilipi      | 1:0                   | NK Belišće             |
| NK Zadar                   | 3:0                   | NK Naftaš HAŠK Zagreb  |
| NK Gaj Mače                | 1:5                   | Dinamo Zagreb          |
| NK Polet Buševec           | 0:2                   | NK Slaven Belupo       |
| NK Oriolik                 | 0w.o. 1               | NK Kamen Ingrad Velika |

### Achtelfinale
Die Spiele fanden am 29. Oktober 2008 statt.
|                         | Ergebnis              |                     |
| ----------------------- | --------------------- | ------------------- |
| NK Hrvatski dragovoljac | 0:6                   | Dinamo Zagreb       |
| NK Konavljanin Čilipi   | 0:2                   | Hajduk Split        |
| NK Pomorac Kostrena     | 2:0                   | NK Varteks Varaždin |
| HNŠK Moslavina Kutina   | 0:2                   | NK Slaven Belupo    |
| NK Zagora Unešić        | 2:1                   | NK Karlovac         |
| Inter Zaprešić          | 0:2                   | NK Zagreb           |
| NK Oriolik              | 0:4                   | Cibalia Vinkovci    |
| NK Zadar                | 2:2 n. V. (6:7 i. E.) | HNK Rijeka          |

### Viertelfinale
Die Hinspiele fanden am 12. November 2008 statt, die Rückspiele am 26. November.
|                     | Gesamt          |                  | Hinspiel | Rückspiel |
| ------------------- | --------------- | ---------------- | -------- | --------- |
| HNK Rijeka          | 4:4 (2:4 i. E.) | NK Zagreb        | 2:2      | 2:2       |
| NK Pomorac Kostrena | 2:2 (2:4 i. E.) | Cibalia Vinkovci | 1:1      | 1:1       |
| Hajduk Split        | 0:0 (7:6 i. E.) | NK Slaven Belupo | 0:0      | 0:0       |
| NK Zagora Unešić    | 2:7             | Dinamo Zagreb    | 1:2      | 1:5       |

### Halbfinale
Die Hinspiele fanden am 4. März 2009 statt, die Rückspiele am 18. März.
|              | Gesamt |                  | Hinspiel | Rückspiel |
| ------------ | ------ | ---------------- | -------- | --------- |
| Hajduk Split | 6:3    | Cibalia Vinkovci | 4:1      | 0:0       |
| NK Zagreb    | 1:5    | Dinamo Zagreb    | 0:2      | 1:4       |

### Finale

#### Hinspiel
| Dinamo Zagreb                             | Dinamo Zagreb | Hajduk Split | Hajduk Split |
| ----------------------------------------- | --- | --- | ------------ |
| Dinamo Zagreb                             | \| 13. Mai 2009 in Zagreb (Stadion Maksimir) \| \| Ergebnis: 3:0 (2:0) \| \| Zuschauer: 20.000 \| \| Schiedsrichter: Bruno Marić \| \| Spielbericht \| | \| 13. Mai 2009 in Zagreb (Stadion Maksimir) \| \| Ergebnis: 3:0 (2:0) \| \| Zuschauer: 20.000 \| \| Schiedsrichter: Bruno Marić \| \| Spielbericht \| | Hajduk Split |
| Dinamo Zagreb                             | Tomislav Butina – Dejan Lovren, Igor Bišćan, Tomislav Barbarić, Mirko Hrgović – Ivan Tomečak, Milan Badelj (77. Mathias Chago), Ivica Vrdoljak, Sammir (90. Luis Ezequiel Ibáñez) – Mario Mandžukić, Ilija Sivonjić (84. Josip Tadić) Cheftrainer: Krunoslav Jurčić | Danijel Subašić – Marijan Buljat, Hrvoje Vejić, Boris Pandža (30. Jurica Buljat), Ante Serić – Drago Gabrić, Josip Skoko, Siniša Linić, Marin Tomasov (36. Mario Maloča) – Senijad Ibričić (89. Mladen Bartolović), Nikola Kalinić Cheftrainer: Ante Miše | Hajduk Split |
| Dinamo Zagreb                             | 1:0 Mario Mandžukić (13.) 2:0 Sammir (29.) 3:0 Mario Mandžukić (57.) | | Hajduk Split |
| Dinamo Zagreb                             | Mandžukić (35.), Bišćan (38.), Vrdoljak (47.), Lovren (74.), Hrgović (75.) | Ibričić (23.), Pandža (30.), Serić (35.), | Hajduk Split |
| Dinamo Zagreb                             | Jurica Buljat (34.), Linić (45+1') | | Hajduk Split |
| 13. Mai 2009 in Zagreb (Stadion Maksimir) | | |              |
| Ergebnis: 3:0 (2:0)                       | | |              |
| Zuschauer: 20.000                         | | |              |
| Schiedsrichter: Bruno Marić               | | |              |
| Spielbericht                              | | |              |

#### Rückspiel
| Hajduk Split                              | Hajduk Split | Dinamo Zagreb | Dinamo Zagreb |
| ----------------------------------------- | --- | --- | ------------- |
| Hajduk Split                              | \| 28. Mai 2009 in Split (Stadion Poljud) \| \| Ergebnis: 3:0 n. V. (3:0, 0:0), 3:4 i. E. \| \| Zuschauer: 18.000 \| \| Schiedsrichter: Domagoj Ljubičić \| \| Spielbericht \|                                                                       | \| 28. Mai 2009 in Split (Stadion Poljud) \| \| Ergebnis: 3:0 n. V. (3:0, 0:0), 3:4 i. E. \| \| Zuschauer: 18.000 \| \| Schiedsrichter: Domagoj Ljubičić \| \| Spielbericht \|                                          | Dinamo Zagreb |
| Hajduk Split                              | Danijel Subašić – Hrvoje Vejić, Mario Maloča, Marijan Buljat (78. Ivan Strinić), Ante Serić – Srđan Andrić, Drago Gabrić, Josip Skoko (86. Đovani Roso), Senijad Ibričić, Mladen Bartolović – Senijad Ibričić, Nikola Kalinić Cheftrainer: Ante Miše | Tomislav Butina – Dejan Lovren, Igor Bišćan, Tomislav Barbarić, Mirko Hrgović – Adrián Calello, Mathias Chago (90. Pedro Morales), Milan Badelj, Sammir – Mario Mandžukić, Ilija Sivonjić Cheftrainer: Krunoslav Jurčić | Dinamo Zagreb |
| Hajduk Split                              | 1:0 Nikola Kalinić (56.) 2:0 Mladen Bartolović (58.) 3:0 Nikola Kalinić (75.) | | Dinamo Zagreb |
| Hajduk Split                              | Elfmeterschießen | | Dinamo Zagreb |
| Hajduk Split                              | 1:1 Nikola Kalinić Butina hält gegen Đovani Roso 2:3 Mladen Bartolović 3:4 Senijad Ibričić Butina hält gegen Srđan Andrić | 0:1 Igor Bišćan 1:2 Sammir 1:3 Milan Badelj 2:4 Pedro Morales Mirko Hrgović schießt neben das Tor | Dinamo Zagreb |
| Hajduk Split                              | Maloča (41), Gabrić (78) | Hrgović (30.), Badelj (37.) | Dinamo Zagreb |
| 28. Mai 2009 in Split (Stadion Poljud)    | | |               |
| Ergebnis: 3:0 n. V. (3:0, 0:0), 3:4 i. E. | | |               |
| Zuschauer: 18.000                         | | |               |
| Schiedsrichter: Domagoj Ljubičić          | | |               |
| Spielbericht                              | | |               |

## Torschützenliste
| Pl. | Name              | Mannschaft       | Tore |
| --- | ----------------- | ---------------- | ---- |
| 01. | Josip Fuček       | NK Lučko         | 6    |
| 02. | Mario Mandžukić   | Dinamo Zagreb    | 5    |
| 02. | Ahmad Sharbini    | HNK Rijeka       | 5    |
| 04. | Bosko Balaban     | Dinamo Zagreb    | 4    |
| 04. | Tomislav Pavličić | Cibalia Vinkovci | 4    |